# 九州大学大学院理学研究院・大学院理学府・理学部

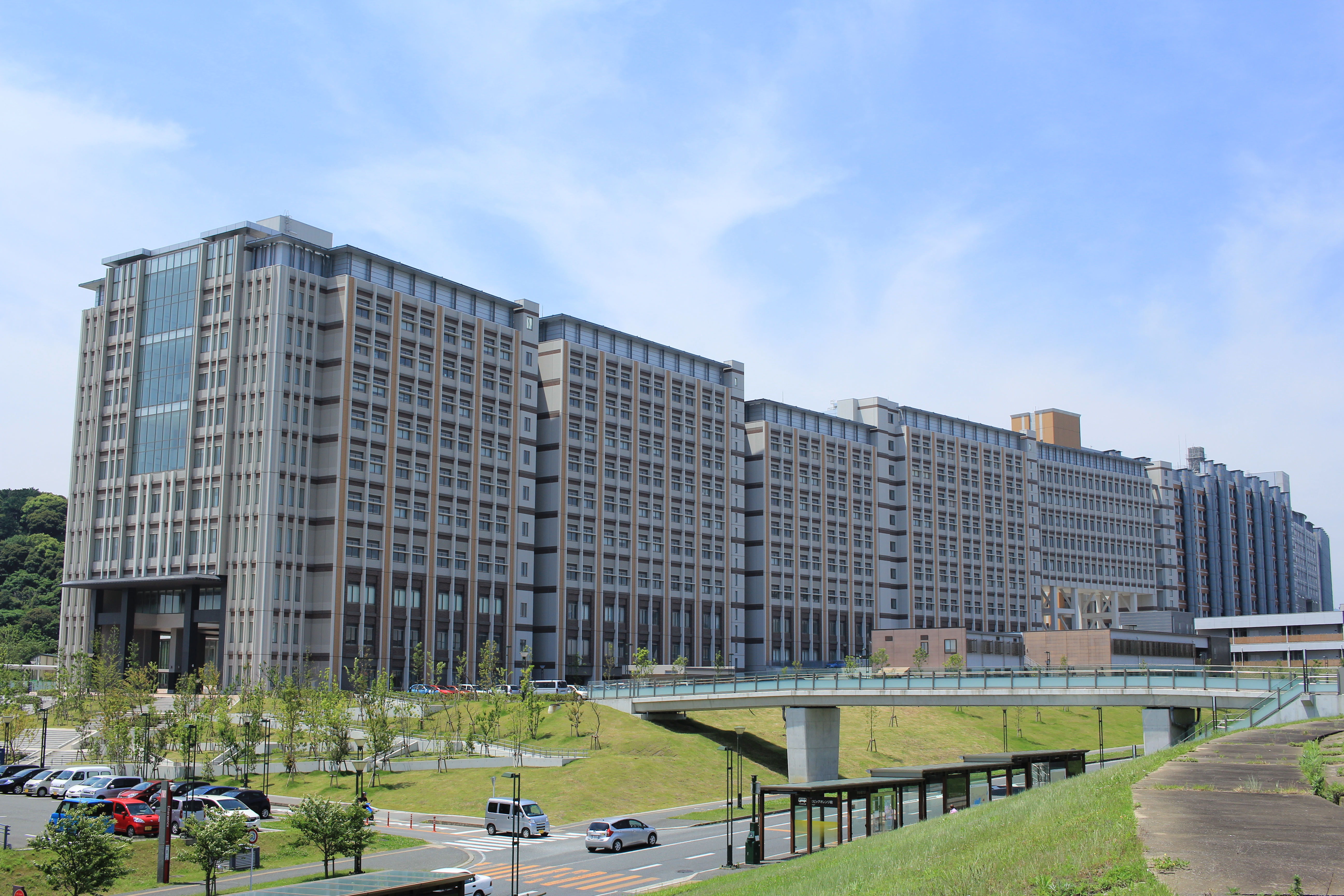
ウエスト1号館（伊都地区）

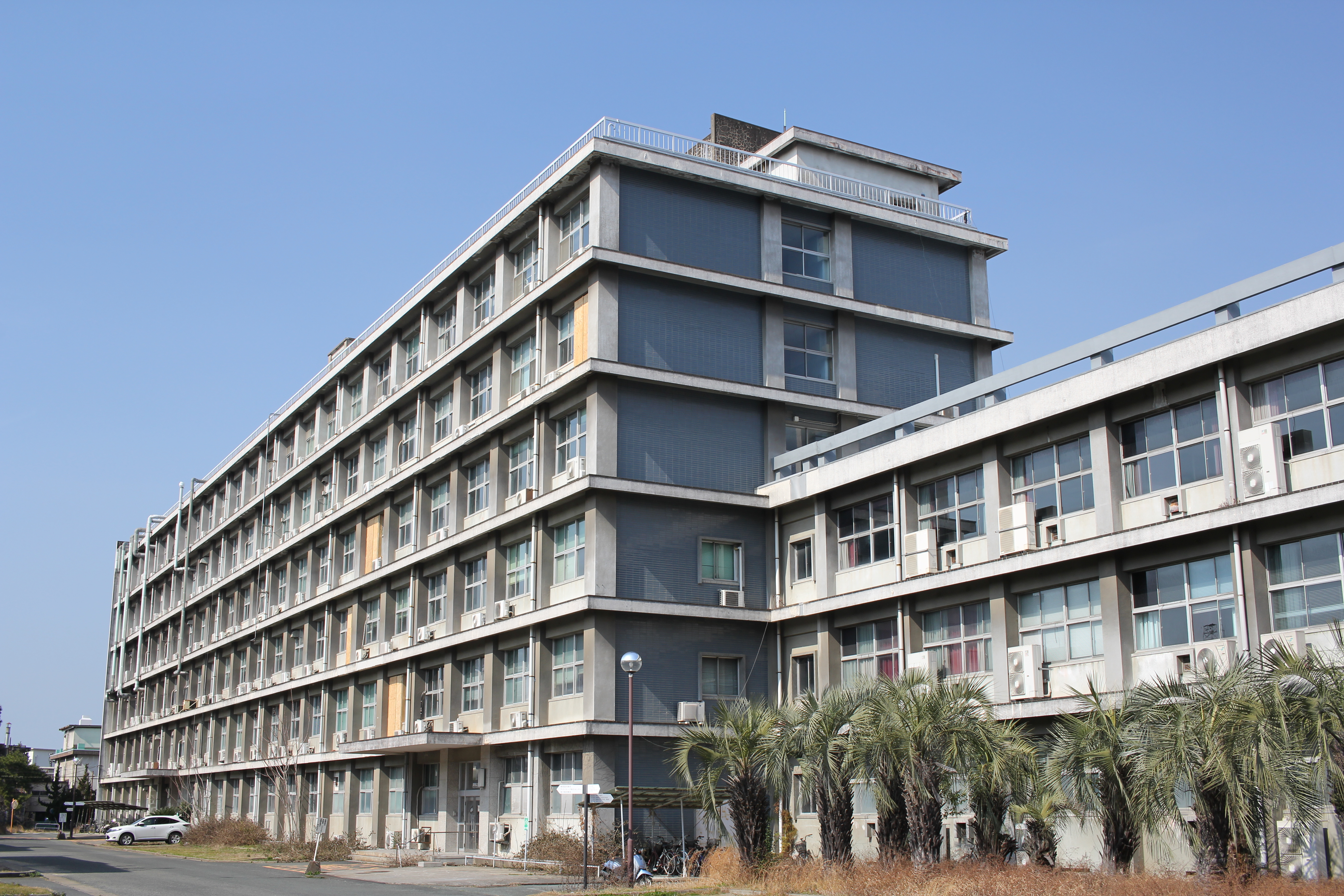
旧理学部2号館（箱崎地区、解体済み）

九州大学大学院理学研究院（きゅうしゅうだいがくだいがくいんりがくけんきゅういん、英称:Faculty of Science）は、九州大学大学院に設置される研究科以外の研究組織の一つであり教員が所属する。九州大学大学院理学府（きゅうしゅうだいがくだいがくいんりがくふ、英称:Graduate School for Science）は九州大学大学院に設置される研究科以外の教育組織の一つであり大学院生が所属する。九州大学理学部（きゅうしゅうだいがくりがくぶ、英称: Faculty of Science）は、九州大学に設置される学部の一つである。

## 概要
九州大学理学部は、1939年に九州帝国大学工科大学に設置された学部である。1953年に大学院理学研究科を設置し、2000年には大学院重点化を完了した。自然科学の基礎的分野である理学を扱い、物理学科、化学科、地球惑星科学科、数学科、生物学科の5学科が置かれている。

## 沿革
- 1939年 - 九州帝国大学に理学部を設置[1]。
- 1953年 - 大学院理学研究科を設置[1]。
- 2000年 - 大学院重点化を完了。大学院理学研究科を大学院理学研究院、大学院理学府に改組[1]。
- 2015年 - 箱崎地区から伊都地区へ移転。

## 組織
理学研究院生物科学部門・理学部生物学科に対応する学府はシステム生命科学府、理学部数学科に対応する大学院は数理学研究院・数理学府となっている。

### 理学研究院
- 物理学部門
- 化学部門
- 地球惑星科学部門
- 生物科学部門

### 理学府
- 物理学専攻
- 化学専攻
- 地球惑星科学専攻

### 理学部
入学定員277名
- 物理学科[4]
- 化学科[4]
- 地球惑星科学科[4]
- 数学科[4]
- 生物学科[4]

## 著名な出身者

### 政治、経済
- 渕上隆信 - 敦賀市長、全国原子力発電所所在市町村協議会会長、元敦賀市議会議員
- 野口寛 - 元西之表市議会議員、馬毛島への米軍施設を許さない住民の会事務局長
- 属正 - 元西部ガス社長、藍綬褒章
- 橋本せつ子 - セルシード社長、元駐日スウェーデン大使館主席投資官
- 平井康文 - 楽天グループ副社長・最高情報責任者、楽天コミュニケーションズ社長、元シスコシステムズ社長
- 藤野宏 - 元栗田工業社長

### 研究
- 朝倉彰 - 海洋生物学、京都大学教授、元京都大学白浜水族館長、元国際甲殻類学会会長
- 阿武聰信 - 構造化学、九州大学名誉教授
- 荒殿誠 - 物理化学、九州大学副学長
- 有川節夫 - 計算機科学、第22代九州大学総長、第8代放送大学学園理事長
- 有村博紀 - 人工知能、北海道大学教授、日本学術会議会員
- 池田裕一 - 物理学、京都大学教授、元国際エネルギー機関コンサルタント
- 井上浩義 - 油研究、慶應義塾大学教授
- 伊藤光男 - 分子分光学、東北大学名誉教授、元分子科学研究所所長、元岡崎国立共同研究機構長、紫綬褒章
- 井元清哉 - 生命情報科学、東京大学医科学研究所副所長、厚生労働省医療統計参与
- 植木雅俊 - 仏教学、元東京工業大学非常勤講師、毎日出版文化賞、パピルス賞
- 江上寛通 - 化学、静岡県立大学准教授
- 大垣英明 - エネルギー工学、京都大学教授
- 大川尚士 - 化学、九州大学名誉教授、元錯体化学会会長
- 太田一也 - 火山学、九州大学名誉教授
- 押川元重 - 数学、九州大学名誉教授
- 小野周 - 物理学、東京大学名誉教授、元群馬大学学長、元日本物理学会会長
- 小野勇一 - 生態学、九州大学名誉教授、元北九州市立自然史・歴史博物館館長、元日本生態学会会長
- 小畠郁生 - 古生物学、国立科学博物館名誉館員、日本古生物学会最優秀論文賞
- 梶原壌二 - 数学、九州大学名誉教授
- 勝木元也 - 分子生物学、元基礎生物学研究所所長
- 香月勗 - 有機化学、九州大学名誉教授
- 勘米良亀齢 - 地質学、元九州大学教授、日本地質学会研究奨励賞
- 川崎恭治 - 物理学、元九州大学教授、ボルツマン賞、フンボルト賞、仁科記念賞
- 神田慶也 - 分子光化学、第16代九州大学総長、元九州産業大学学長
- 北原貞輔 - 経営学、九州大学名誉教授
- 黒田吉益 - 地質学、信州大学名誉教授、元日本地質学会会長、元日本学術会議会員、国際科学技術協力賞
- 慶伊富長 - 物理化学、東京工業大学名誉教授、初代北陸先端科学技術大学院大学学長、元触媒学会会長
- 五條堀孝 - 遺伝学、アブドラ国王科学技術大学教授、国際分子生物進化学会副会長、元日本遺伝学会会長、アメリカ芸術科学アカデミー外国人会員、紫綬褒章
- 楠田丘 - 労働問題、元経済企画庁経済研究所主任研究官
- 小泉修 - 神経生物学、福岡女子大学名誉教授、元日本比較生理生化学会会長
- 小林武彦 - 分子生物学、東京大学教授、元日本遺伝学会会長、元日本分子生物学会副理事長
- 榊泰輔 - ロボット工学、元九州産業大学学長
- 酒井治孝 - 地質学、京都大学名誉教授
- 高良和武 - 物理学、東京大学名誉教授、元高エネルギー加速器研究機構フォトンファクトリー施設長、元日本放射光学会会長
- 児玉正憲 - 経営学、九州大学名誉教授、元日本生産管理学会会長
- 近藤基吉 - 数学、東京都立大学名誉教授
- 篠原歩 - 情報学、東北大学教授、日本ロボット学会最優秀賞
- 柴田誠一 - 放射化学、京都大学教授
- 篠原雅尚 - 地震学、東京大学教授、防災科学技術研究所技術統括
- 島田允堯 - 地球科学、九州大学名誉教授、加藤武夫賞
- 下東康幸 - 化学、九州大学教授、日本生化学会JB論文賞
- 陣内正敬 - 社会言語学、元九州大学教授
- 高橋正明 - 気象学、東京大学名誉教授、日本気象学会賞
- 高橋良平 - 地球科学、第18代九州大学学長、元大学入試センター所長、元九州歴史資料館長
- 高畑尚之 - 集団遺伝学、元総合研究大学院大学学長、日本進化学会賞木村賞、木原賞
- 竹中淑子 - 数学、慶應義塾大学名誉教授
- 田嶋文生 - 遺伝学、東京大学名誉教授、木原賞、Tajima's D考案者
- 椿宜高 - 生態学、京都大学名誉教授、元個体群生態学会会長
- 中尾充宏 - 数学、九州大学名誉教授、元早稲田大学教授、元佐世保工業高等専門学校長、日本数学会秋季賞
- 中田節也 - 地球科学、東京大学名誉教授、元国際火山学及び地球内部化学協会会長、火山噴火予知連絡会副会長
- 西弘嗣 - 古生物学、東北大学名誉教授、福井県立大学恐竜学研究所長、元日本古生物学会会長、日本学術会議会員
- 早川尚男 - 物理学、京都大学教授
- 橋本正章 - 宇宙物理学、九州大学教授
- 平野弘道  - 古生物学、早稲田大学教授、元日本古生物学会会長
- 広田良吾 - 数学、早稲田大学名誉教授、広田の方法考案者
- 広渡文利 - 地球科学、元九州大学教授、元日本鉱物学会（現日本鉱物科学会）会長
- 肥山詠美子 - 物理学、九州大学教授、猿橋賞、西宮湯川記念賞
- 平原将也 - 化学、大阪工業大学准教授
- 藤永茂 - 物理化学、アルバータ大学名誉教授
- 船津公人 - 応用化学、東京大学名誉教授
- 細江守紀 - 経済学、九州大学名誉教授、熊本学園大学学長、元日本地域学会会長
- 眞銅雅子 - 物理学、大阪工業大学准教授
- 松重和美 - 物理学、京都大学名誉教授、高分子学会賞
- 松浦克美 - 生物学、東京都立大学教授、日本植物学会奨励賞
- 宮野悟 - 遺伝学、東京大学教授、上原賞、日本IBM科学賞
- 牟田泰三 - 物理学、第10代広島大学学長、マツダ取締役
- 村上允英 - 鉱物学、山口大学名誉教授、元日本地質学会副会長、櫻井賞
- 森田浩介 - 物理学、九州大学教授、113番元素ニホニウムの発見者、日本学士院賞、仁科記念賞
- 矢野雅文 - 神経科学、東北大学名誉教授、科学技術庁長官発明賞
- 山中寿朗 - 地球科学、東京海洋大学教授、有機地球化学会奨励賞
- 柳川堯 - 統計学、元九州大学教授、日本統計学会賞
- 横川美和 - 地球科学、大阪工業大学教授、元日本地質学会堆積地質部会長
- 李孝徳 - 比較文学、東京外国語大学教授
- 渡辺一衛 - 物理学、元東京医科歯科大学教授

### その他
- 鳥飼否宇 - 小説家、本格ミステリ大賞、横溝正史ミステリ大賞優秀作
- 掛丸翔 - 漫画家、『少年ラケット』
- 児玉隆 - NHKシニアアナウンサー
- 今林隆史 - 元RKB毎日放送アナウンサー、気象予報士
- 赤木誠 - 毎日放送アナウンサー、アノンシスト賞
- 川谷伊代 - フリーアナウンサー、川谷絵音の姉

## 博士号取得者
- 刈屋武昭 - 経済学、一橋大学名誉教授、元京都大学経済研究所附属金融工学研究センター長、日本統計学会賞
- 森村英典 - 情報科学、東京工業大学名誉教授、元日本オペレーションズ・リサーチ学会会長
- 宮竹貴久 - 理学、岡山大学農学部副学部長